# Ortachya
Mijnatun (in armeno Միջնատուն?, in curdo Orta Çiya, anche chiamato Ort'achya, Ortachia e Ortachya; precedentemente Kurubogaz/Kuruboghaz e Quribxaz) è un comune dell'Armenia di 287 abitanti (2009) della provincia di Aragatsotn.